# GIMP Drawing Kit

Schema GDK

GIMP Drawing Kit oder GDK ist eine Programmbibliothek, die als Abstraktionsschicht zwischen GTK+ und Fenstersystem (X11 oder Wayland unter Linux, Quartz Compositor unter Mac OS X, GDI unter Windows) fungiert. GDK übernimmt die grundlegenden Funktionen, wie das Anzeigen von grafischen Primitiven, Rastergrafiken oder Schriftarten sowie die Verwaltung von Drag and Drop.
Durch die Abstraktion mit GDK und GLib kann GTK+ andere Betriebssysteme unterstützten.
Mit Version 3.90 enthält GTK+ zusätzlich die Komponente GSK (GTK+ Scene Graph Kit).